# Doppelschilling (Österreich)

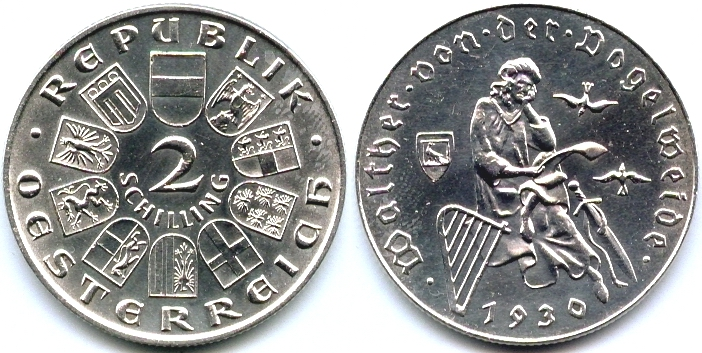
Doppelschilling von 1930, Walther von der Vogelweide

Doppelschillinge sind Münzen aus Österreich mit dem Wert von zwei Schilling.
Unter Doppelschillingen versteht man in Österreich vor allem eine zehnteilige Serie von Silbergedenkmünzen zu zwei Schilling aus der Zwischenkriegszeit. Wobei sich die Serie in zwei Teile (1928–1932 und 1933–1937) gliedern lässt und so die politischen Entwicklungen in Österreich widerspiegelt. Auf den ersten Blick springt dieser Bruch bei den unterschiedlichen Vorderseiten (Wertseiten) ins Auge. In der ersten Phase zeigt die Vorderseite die Wertangabe umgeben vom österreichischen Bindenschild und den Wappen der neun Bundesländer sowie die Legende „REPUBLIK ÖSTERREICH“. Während der zweiten Phase ersetzt das neue Wappen des österreichischen Ständestaates, ein mit dem Bindenschild belegter nimbierter Doppeladler den Wappenkreis. Die Legende lautet nur noch ÖSTERREICH, unterhalb sind nun die Wertangabe und die geteilte Jahreszahl zu finden.
Die Rückseiten widmeten sich konsequent österreichischen Motiven, wobei alle auf berühmte Persönlichkeiten bezogen sind, wenngleich auch hier 1933 ein Paradigmenwechsel einsetzt. Den Auftakt bildete 1928 eine Münze zum 100. Todestag des Komponisten Franz Schubert. Es folgten weitere Künstler und Wissenschaftler: Theodor Billroth (1929), Walther von der Vogelweide (1930), Wolfgang Amadeus Mozart (1931) und Joseph Haydn (1932).
Bemerkenswert ist hier vor allem das Stück auf Walther von der Vogelweide. Seine Rückseite wurde von E. Smith entworfen und im selben Jahr auch in Deutschland für eine 3-Reichsmark-Münze zum selben Anlass verwendet.
Nachdem bislang nur längst verstorbene Personen aus Kunst und Wissenschaft auf den Doppelschillingen zu finden waren, erschienen 1933 und 1934 mit Ignaz Seipel und Engelbert Dollfuß zwei erst kurz zuvor verstorbene Politiker des Ständestaates auf den Münzen, auch die Stücke auf Karl Lueger (1935) und Prinz Eugen (1936) sind als politische Statements zu verstehen. Selbst das letzte Stück dieser Serie auf den Barockarchitekten Johann Bernhard Fischer von Erlach (1937) hat eine politische Komponente, zeigt es doch nicht den Architekten, sondern als einziges aus der Serie ein Bauwerk – die Wiener Karlskirche – und unterstreicht so die damals enge Verbindung von Kirche und Staat.
Nach dem Zweiten Weltkrieg kam nochmals eine 2-Schilling-Münze heraus. Diese war aber eine reine Umlaufmünze aus Aluminium. Sie zeigt auf der Wappenseite den neuen einköpfigen Bundesadler mit Mauerkrone, Hammer, Sichel und gesprengten Ketten erneut umgeben von der Legende „REPUBLIK ÖSTERREICH“. Die Wertseite dagegen nennt die Jahreszahl und wird von zwei Ähren und einer Weintraube – zwei in der Nachkriegszeit wichtigen Gütern – geziert.

## Übersicht der einzelnen Ausgaben
Im Folgenden findet sich eine Übersicht über die geprägten Exemplare der 2-Schilling-Münze.
| Abbildung | Abbildung | Anlass ggf. Erläuterung der Darstellung                       | Ausgabe- jahr | Entwurf der Bildseite | Geprägte Auflage |
| Wertseite | Bildseite | Anlass ggf. Erläuterung der Darstellung                       | Ausgabe- jahr | Entwurf der Bildseite | Geprägte Auflage |
| --- | --------- | ------------------------------------------------------------- | ------------- | --------------------- | ---------------- |
| Material: 64,0 % Silber, 36,0 % Kupfer – Münzdurchmesser: 29 mm – Raugewicht: 12 g – Feingewicht 7,68 g Rand: gerillt |           |                                                               |               |                       |                  |
| |           | 100. Todesjahr von Franz Schubert                             | 1928          | Edwin Grienauer       | 6.900.000        |
| |           | 100. Geburtsjahr von Theodor Billroth                         | 1929          | Edwin Grienauer       | 2.000.000        |
| |           | 700. Todesjahr von Walther von der Vogelweide                 | 1930          | Eddy Smith            | 500.000          |
| |           | 175. Geburtsjahr von Wolfgang Amadeus Mozart                  | 1931          | Edwin Grienauer       | 500.000          |
| |           | 200. Geburtsjahr von Joseph Haydn                             | 1932          | Edwin Grienauer       | 300.000          |
| |           | Dr. Ignaz Seipel                                              | 1933          | Eduard Hanisch-Concée | 400.000          |
| |           | Dr. Engelbert Dollfuß                                         | 1934          | Edwin Grienauer       | 1.500.000        |
| |           | 25. Todesjahr von Dr. Karl Lueger                             | 1935          | Rudolf Marschall      | 500.000          |
| |           | 200. Todesjahr von Prinz Eugen von Savoyen                    | 1936          | Edwin Grienauer       | 500.000          |
| |           | J. B. Fischer von Erlach Abbildung von der Wiener Karlskirche | 1937          | Edwin Grienauer       | 500.000          |
| Material: 98,5 % Aluminium, 1,5 % Magnesium – Münzdurchmesser: 28 mm – Raugewicht: 2,8 g Rand: glatt                  |           |                                                               |               |                       |                  |
| |           | Kursmünze                                                     | 1946          | Michael Powolny       | 10.082.000       |
| |           | Kursmünze                                                     | 1947          | Michael Powolny       | 20.140.000       |
| |           | Kursmünze                                                     | 1952          | Michael Powolny       | 148.500          |